# Refugee Camp - Bootleg Versions
Refugee Camp: Bootleg Versions è un mini-album dei Fugees pubblicato nel 1996 e contenente otto tracce.

## Tracce
| # | Titolo                                                          | Compositori                           | Produttori                                                  | Cantanti                                                                        |
| - | --------------------------------------------------------------- | ------------------------------------- | ----------------------------------------------------------- | ------------------------------------------------------------------------------- |
| 1 | "Ready Or Not (Clark Kent / Django Remix)"                      | L. Hill, N. Jean, S. Michel, J. Lewis | Clark Kent                                                  | Lauryn Hill, Pras, Wyclef Jean                                                  |
| 2 | "Nappy Heads (Mad Spider Mix)"                                  | L. Hill, N. Jean, S. Michel           | Prakazrel, Wyclef Jean                                      | Lauryn Hill, Mad Spider, Pras, Wyclef Jean                                      |
| 3 | "Don't Cry Dry Your Eyes"                                       | L. Hill, N. Jean, S. Michel           | Te-Bass Productions, Wyclef Jean, Lauryn Hill (co-producer) | Lauryn Hill, Pras, Wyclef Jean                                                  |
| 4 | "Vocab (Salaam's Remix)"                                        | L. Hill, N. Jean, S. Michel           | Salaam Remi                                                 | Lauryn Hill, Pras, Wyclef Jean                                                  |
| 5 | "Ready Or Not (Salaam's Ready For The Show Remix)"              | L. Hill, N. Jean, S. Michel           | Salaam Remi                                                 | Lauryn Hill, Pras, Wyclef Jean                                                  |
| 6 | "Killing Me Softly With His Song (Live At The Brixton Academy)" | C. Fox, N. Gimbel                     | Phil Nicolo                                                 | Lauryn Hill, Pras, Wyclef Jean                                                  |
| 7 | "No Woman, No Cry (Steve Marley Remix)"                         | V. Ford, B. Marley                    | Steve Marley, Wyclef Jean                                   | Eric Newell, Lauryn Hill, Pamela Hall, Sharon Marley, Steve Marley, Wyclef Jean |
| 8 | "Vocab (Refugees Hip Hop Remix)"                                | L. Hill, N. Jean, S. Michel           | Prakazrel, Wyclef Jean                                      | Lauryn Hill, Pras, Wyclef Jean                                                  |